# Avrigney-Virey
Avrigney-Virey ist eine Gemeinde im französischen Département Haute-Saône in der Region Bourgogne-Franche-Comté.

## Geographie
Avrigney-Virey liegt auf einer Höhe von 270 m über dem Meeresspiegel, fünf Kilometer nördlich von Marnay und etwa 21 Kilometer nordwestlich der Stadt Besançon (Luftlinie). Das Dorf erstreckt sich im Süden des Départements, auf einem Plateau im Südwesten der Monts de Gy, nördlich des Ognon-Tals.
Die Fläche des 22,30 km² großen Gemeindegebiets umfasst einen Abschnitt der leicht gewellten Landschaft zwischen den Talebenen von Ognon im Süden und Saône im Norden. Der Hauptteil des Gebietes wird vom Plateau von Avrigney eingenommen, das durchschnittlich auf 270 m liegt und einen Durchmesser von ungefähr vier Kilometern aufweist. Es ist aus einer Wechsellagerung von sandig-mergeligen und kalkigen Schichten des Oberjura und des Tertiärs aufgebaut. Das Plateau wird überwiegend landwirtschaftlich genutzt, doch gibt es auch einige Waldflächen. Die gesamte Fläche zeigt kein oberirdisches Fließgewässer, weil das Niederschlagswasser im verkarsteten Untergrund versickert. Gegen Süden senkt sich eine Mulde zum Tal des Ognon, während ein sich nach Norden allmählich in die Hochfläche eintiefendes Tälchen topographisch zum Einzugsgebiet der Colombine gehört.
Flankiert wird das Hochplateau von den waldigen Anhöhen der Monts de Gy. Im Westen reicht der Gemeindeboden bis auf den Rücken des Bois de Cugney (335 m), im Südwesten bis zum Bois du Mont (328 m). Im Osten verläuft die Gemeindegrenze über die Höhen von Mont Colombin (341 m), Bois d'Avrigney und Bois de Fays. Mit 355 m wird auf dem Mont Marin die höchste Erhebung von Avrigney-Virey erreicht.
Die Doppelgemeinde besteht aus den Ortsteilen Avrigney (270 m) auf dem Plateau und Virey (278 m) am Westrand des Plateaus am Rand des Bois de Cugney. Nachbargemeinden von Avrigney-Virey sind Charcenne und Autoreille im Norden, Courcuire, Beaumotte-lès-Pin und Brussey im Osten, Marnay und Cult im Süden sowie Tromarey und Cugney im Westen.

## Geschichte
Überreste einer Villa aus der gallorömischen Zeit bei Avrigney und verschiedene Funde weisen auf eine sehr frühe Besiedlung des Gebietes hin. Erstmals urkundlich erwähnt wird Avrigney bereits im Jahr 950. Im Mittelalter gehörte das Dorf zur Freigrafschaft Burgund und darin zum Gebiet des Bailliage d’Amont. Der Erzbischof von Besançon unterstellte die Pfarrei Avrigney 1131 dem Kloster Saint-Paul (Besançon). Das Lehen kam 1263 in den Besitz von Simon de Joinville. Zusammen mit der Franche-Comté gelangten Avrigney und Virey mit dem Frieden von Nimwegen 1678 definitiv an Frankreich.
Die Gemeinde Virey fusionierte 1807 mit Tromarey, erhielt jedoch bereits 1824 ihre Selbständigkeit wieder zurück. 1972 wurde Virey mit Avrigney zur heutigen Doppelgemeinde zusammengelegt. Seit 2002 ist Avrigney-Virey Mitglied des 15 Ortschaften umfassenden Gemeindeverbandes Communauté de communes de la Vallée de l'Ognon.

## Sehenswürdigkeiten

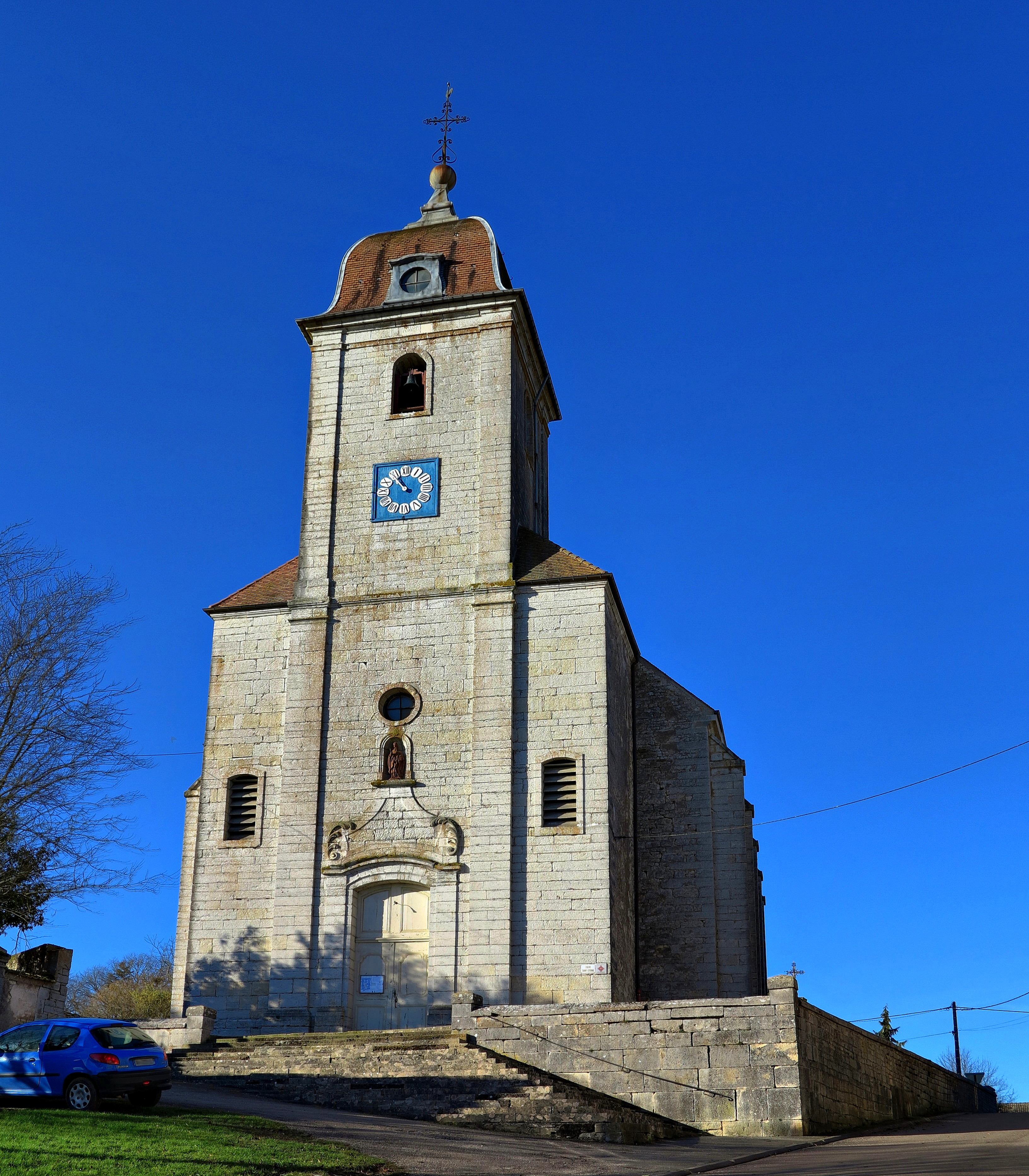
Kirche Saint-Étienne in Avrigney

Die Kirche Saint-Étienne von Avrigney wurde im 18. Jahrhundert neu erbaut. Im Ortszentrum von Avrigney befinden sich das Backhaus und das Lavoir, das im 19. Jahrhundert als Waschhaus und Viehtränke errichtet wurde. Die Kirche Saint-Léger von Virey stammt aus dem 14. Jahrhundert, wurde aber im Lauf der Zeit mehrfach umgestaltet. Sie besitzt eine reiche Ausstattung, darunter Statuen aus dem 15./16. Jahrhundert und Mobiliar aus dem 17./18. Jahrhundert. Ebenfalls in Virey steht ein Herrschaftssitz aus dem 16. Jahrhundert. 1765 wurde auf dem Feld bei Avrigney die antike Figur eines Stiers mit drei Hörnern gefunden, die sich heute im Kunstmuseum von Besançon befindet.

## Bevölkerung
| Jahr                       | 1962 | 1968 | 1975 | 1982 | 1990 | 1999 |
| Einwohner                  | 308  | 275  | 293  | 306  | 299  | 332  |
| Quellen: Cassini und INSEE |      |      |      |      |      |      |

Mit 332 Einwohnern (1999) gehört Avrigney-Virey zu den kleinen Gemeinden des Département Haute-Saône. Nachdem die Einwohnerzahl in der ersten Hälfte des 20. Jahrhunderts deutlich abgenommen hatte (1891 wurden noch 707 Personen gezählt), wurden seit Beginn der 1960er Jahre nur noch geringe Schwankungen verzeichnet.

## Wirtschaft und Infrastruktur
Avrigney-Virey war bis weit ins 20. Jahrhundert hinein ein vorwiegend durch die Landwirtschaft (Ackerbau, Obstbau, Weinbau und Viehzucht) und die Forstwirtschaft geprägtes Dorf. Heute gibt es einige Betriebe des lokalen Kleingewerbes. In den letzten Jahrzehnten hat sich das Dorf zu einer Wohngemeinde gewandelt. Viele Erwerbstätige sind deshalb Wegpendler, die in den größeren Ortschaften der Umgebung und in der Agglomeration Besançon ihrer Arbeit nachgehen.
Die Ortschaft liegt abseits der größeren Durchgangsachsen an einer Departementsstraße, die von Marnay nach Choye führt. Der nächste Anschluss an die Autobahn A36 befindet sich in einer Entfernung von ungefähr 20 km. Weitere Straßenverbindungen bestehen mit Cult, Tromarey und Courcuire.